# 松田匡司
松田 匡司（まつだ まさし、1974年11月16日 - ）は、和歌山県出身の元プロ野球選手（外野手）。右投左打。

## 来歴・人物

### プロ入り前
星林高では1年夏に甲子園に出場。その後は投手となって、2年夏は県大会準優勝。
法大では、投手で1年秋にリーグ戦4試合に登板した後に外野手へ転向。投手としては高橋由伸にリーグ通算2号本塁打を浴びた。3年次に全日本大学野球選手権大会優勝、4年秋に東京六大学野球リーグのベストナインにも選ばれた。同期には副島孔太がいた。

野手ではリーグ戦通算20試合、48打数26安打11打点、打率.546。
社会人野球チームシダックスでは、都市対抗野球に補強を含めて3年連続出場してベスト4も経験。1999年の日本選手権初優勝に大きく貢献し、同年のドラフトで阪神タイガース7位指名を受けて入団。

### プロ入り後
自慢の強肩で1年目から23試合に出場した。また足が速く当時の野村克也監督に高波文一や赤星憲広ら7人で「F1セブン」と名付けられた。7月30日の対広島東洋カープ戦では延長11回無死一塁の打席で小林幹英からサヨナラ二塁打を放った。
2002年オフに佐久本昌広とのトレードで福岡ダイエーホークスへ移籍。2003年は自己最多の56試合に起用されるも、オフに戦力外通告を受けた。当初はトレード要員通告だったが、手を挙げる球団がなかったことから解雇となった。
その後大阪近鉄バファローズのテストを受け不合格となるが、翌2004年の春季キャンプにテスト生として参加し、強肩とハングリー精神を買われて合格。しかし同年10月6日に球団合併の際に2度目の戦力外通告を受け、現役を引退。
速球に強いものの、変化球が全くと言っていいほど打てず、貧打に苦しんだのが、レギュラーに定着できなかった理由のひとつである。また、強肩だが制球力に欠けていたので投手転向もならなかった（法大時代は途中まで投手で、1年秋のリーグ戦に登板している）。

### 引退後
2018年時点では、会社員をしている。

## 詳細情報

### 年度別打撃成績
| 年 度     | 球 団     | 試 合 | 打 席 | 打 数 | 得 点 | 安 打 | 二 塁 打 | 三 塁 打 | 本 塁 打 | 塁 打 | 打 点 | 盗 塁 | 盗 塁 死 | 犠 打 | 犠 飛 | 四 球 | 敬 遠 | 死 球 | 三 振 | 併 殺 打 | 打 率 | 出 塁 率 | 長 打 率 | O P S |
| --------- | --------- | ----- | ----- | ----- | ----- | ----- | -------- | -------- | -------- | ----- | ----- | ----- | -------- | ----- | ----- | ----- | ----- | ----- | ----- | -------- | ----- | -------- | -------- | ----- |
| 2000      | 阪神      | 23    | 32    | 26    | 3     | 6     | 2        | 0        | 0        | 8     | 3     | 1     | 1        | 2     | 0     | 4     | 0     | 0     | 8     | 0        | .231  | .333     | .308     | .641  |
| 2001      | 阪神      | 19    | 14    | 13    | 3     | 3     | 0        | 0        | 0        | 3     | 1     | 2     | 0        | 0     | 0     | 1     | 0     | 0     | 5     | 0        | .231  | .286     | .231     | .516  |
| 2002      | 阪神      | 18    | 16    | 15    | 2     | 2     | 1        | 0        | 0        | 3     | 0     | 0     | 0        | 0     | 0     | 0     | 0     | 1     | 5     | 0        | .133  | .188     | .200     | .388  |
| 2003      | ダイエー  | 56    | 80    | 71    | 3     | 9     | 1        | 1        | 0        | 12    | 0     | 0     | 0        | 5     | 0     | 4     | 0     | 0     | 22    | 2        | .127  | .173     | .169     | .342  |
| 2004      | 近鉄      | 3     | 1     | 1     | 1     | 0     | 0        | 0        | 0        | 0     | 0     | 0     | 0        | 0     | 0     | 0     | 0     | 0     | 0     | 0        | .000  | .000     | .000     | .000  |
| 通算：5年 | 通算：5年 | 119   | 143   | 126   | 12    | 20    | 4        | 1        | 0        | 26    | 4     | 3     | 1        | 7     | 0     | 9     | 0     | 1     | 40    | 2        | .159  | .221     | .206     | .427  |

### 記録
- 初出場・初先発出場：2000年6月1日、対横浜ベイスターズ10回戦（阪神甲子園球場）、8番・右翼手として先発出場
- 初盗塁：同上、4回裏に二盗（投手：小宮山悟、捕手：谷繁元信）
- 初安打：2000年6月3日、対広島東洋カープ10回戦（阪神甲子園球場）、5回裏にネイサン・ミンチーから左翼線二塁打
- 初打点：2000年6月4日、対広島東洋カープ11回戦（阪神甲子園球場）、4回裏に濱中治の代打として出場、澤崎俊和から右前2点適時打

### 背番号
- 67 （2000年 - 2002年）
- 43 （2003年）
- 92 （2004年）